# کارلوس تابارس
کارلوس تابارس (انگلیسی: Carlos Tabares؛ زادهٔ ۸ ژوئیهٔ ۱۹۷۴) بازیکن بیسبال اهل کوبا بود.